# Marta Guśniowska
Marta Guśniowska (ur. 19 kwietnia 1979 w Międzyrzeczu Wielkopolskim) – polska dramatopisarka, autorka książek oraz sztuk teatralnych dla starszych i młodszych dzieci, a także tekstów piosenek do spektakli dla najmłodszych.

## Życiorys
W latach 1999–2004 studiowała filozofię na Uniwersytecie im. Adama Mickiewicza w Poznaniu. Po studiach związała się z Teatrem Animacji i Centrum Sztuki Dziecka, a od 2007 roku jest związana z Białostockim Teatrem Lalek – jako dramaturg i konsultantka literacka.
Debiutowała w 2005 roku na scenie Teatru Animacji w Poznaniu sztuką Baśń o Rycerzu bez Konia, a 10 lat później na tej samej scenie debiutowała jako reżyserka spektaklu A niech to gęś kopnie!, do którego zresztą napisała tekst.
Współpracuje z większością teatrów lalek w Polsce, a także w Czechach, Słowacji i na Węgrzech, również z teatrem telewizji. Jest jedną z najczęściej wystawianych polskich dramatopisarek.
Kilkukrotna laureatka Konkursu Na wystawienie Polskiej w Sztuki Współczesnej (org. Ministerstwo Kultury i Dziedzictwa Narodowego), Konkursu na Sztukę Teatralną dla Dzieci i Młodzieży (org. Centrum Sztuki Dziecka w Poznaniu), a także konkursu dramaturgicznego Teatroteka (org. ZAiKS i Wytwórnia Filmów Dokumentalnych i Fabularnych Warszawie), konkursu Strefy Kontaktu (org. Wrocławski Teatr Współczesny), konkursu na słuchowisko (org. Program II Polskiego Radia) i wielu innych. Jurorka na festiwalach teatralnych i filmów dla dzieci.
Napisała ponad 100 sztuk dla młodych widzów i piosenki do spektakli. Jej teksty w inteligentny, humorystyczny sposób mówią o sprawach niezwykle ważnych: o przyjaźni, odmienności, byciu sobą, przełamywaniu stereotypów.

## Wybrana twórczość

### Sztuki teatralne[4]
- A niech to gęś kopnie
- Bajka o deszczowej kropelce i tęczy
- Baśń o dzielnym Radomirze
- Baśń o gorącym imbryku
- Baśń o rycerzu bez konia
- Bazyliszek
- Brak sensu, Aniołek, Żyrafa i stołek
- Calineczka
- CDN
- Czarno na białym
- Dom przy ulicy snów
- Hokus-pokus, czary-mary… i król
- Karmelek
- Kaszalot
- Kopciuszek
- Kraina śpiochów
- Krokus Pokus
- Król Maciuś Pierwszy
- Król Żaglonosy
- Królestwo Koralowej Rafy
- Królestwo za dwie korony
- Królewna Śnieżka
- Lis
- Mała mysz i słoń do pary
- Mała Syrenka
- Marvin
- Mikołaj Kopernik z Olsztyna
- Misia i miś
- Misiaczek
- Niedźwiedź i Misza, czyli gdzie moja kasza?
- (Nie)idealne święta
- Nieznośka i Kmieć
- O Calineczce, malutkiej dzieweczce
- O Jasiu i łodydze fasoli, o starej wiedźmie i o studni na końcu świata
- O krokodylu i królu Faktylu
- O mniejszych braciszkach św. Franciszka
- O rybaku i złotej rybce
- O rycerzu Pryszczycerzu
- O wampirze W.
- O wilku i Czerwonym Kapturku
- Ony
- Opowieści rzeszowskie
- Pan Brzuchatek
- Pinokio
- Piotruś Pan
- Poczekalnia sześć-dwa-zero
- Pod-Grzybek
- Podróż na czternaście łap
- Poznańskie koziołki
- Przepowiednia Hieronima B.
- Przyjaciel w mundurze
- Psiakość. Musical o zwierzęcej miłości
- Psiakość 2, czyli Kostka została rzucona
- Puszek
- Raz, na wozie...
- Romeo i Mrówka
- Smacznego, proszę wilka
- Straszna piątka
- Ślimak
- Śpiąca Królewna
- Świąteczna sałatka
- Trzórzofretka
- Teatr cieni Ofelii
- Tristian i Izolda
- Trzej muszkieterowie
- Tygryski
- Uczta absurdu
- Urodziny w Nigdylandii
- Wąż
- Wielka wygrana
- Wielkie mi coś
- Zakład karny o stówę
- Złota rybka
- Żabawnie

### Proza
- A niech to gęś kopnie (2017, Tashka) – bajka o sensie życia[5].
- Karmelek (2018, Tashka) – historią społecznego odrzutka, który nie potrafi odnaleźć się w grupie i jest przez nią wykluczany[6].
- Smacznego, proszę wilka (2019, Tashka) – to wesoło-smutna bajka o odchodzeniu[7].
- Marvin (2020, Tashka) – pełna humoru opowieść o sile przyjaźni i marzeń.

### Bajka muzyczna
- Kraina Śpiochów. Bajka muzyczna (2017, BUKA). CD audio plus książka z tekstami piosenek, muzyka: Piotr Nazaruk, reżyseria: Bernarda Bielenia (Akademia Teatralna w Białymstoku), czytają/śpiewają absolwenci Wydziału Sztuki Lalkarskiej w Białymstoku

## Nagrody
- 2004: II i III nagroda w konkursie dramaturgicznym Tespis za teksty Sukno Jeremiasza i Królestwo za dwie korony (Poznań)
- 2005: wyróżnienie dla sztuki Baśń o rycerzu bez konia podczas 22. Ogólnopolskiego Festiwalu Teatrów Lalek w Opolu
- 2005: wyróżnienie dla tekstu Czarno na białym w 16. Konkursie na Sztukę Teatralną dla Dzieci i Młodzieży (Poznań)[8]
- 2006: I nagroda za Baśń o grającym imbryku oraz wyróżnienie za Krokus Pokus w 17. Konkursie na Sztukę Teatralną dla Dzieci i Młodzieży (Poznań)
- 2007: wyróżnienie za tekst sztuki O rycerzu Pryszczycerzu w 13. Ogólnopolskim Konkursie na Wystawienie Polskiej Sztuki Współczesnej
- 2008: wyróżnienie za sztukę Kaszalot w 19. Konkursie na Sztukę Teatralną dla Dzieci i Młodzieży (Poznań)
- 2009: Świadectwo Otwartego Umysłu za pisanie bajek dla dzieci i sztuki w Białostockim Teatrze Lalek podczas 3. Przystanku Młodych (Białystok)
- 2009: wyróżnienie za tekst O mniejszych braciszkach Św. Franciszka w 15. Konkursie na Wystawienie Polskiej Sztuki Współczesnej
- 2009: I nagroda za tekst Pod-Grzybek w 20. Konkursie na Sztukę Teatralną dla Dzieci i Młodzieży (Poznań)
- 2009: wyróżnienie za tekst Król Żaglonosy w 20. Konkursie na Sztukę Teatralną dla Dzieci i Młodzieży (Poznań)
- 2010: Brązowy Medal „Zasłużony Kulturze Gloria Artis”[9]
- 2011: wyróżnienie za sztukę Pod-Grzybek podczas XV Festiwalu Teatrów dla Dzieci i Młodzieży KORCZAK (Warszawa)
- 2011: wyróżnienie za piosenkę do przedstawienia Królewna Śnieżka w Opolskim Teatrze Lalki i Aktora podczas 25. Ogólnopolskiego Festiwalu Teatrów Lalek w Opolu
- 2012: wyróżnienie za utwór Wąż w 23. Konkursie na Sztukę Teatralną dla Dzieci i Młodzieży (Poznań)
- 2013: nagroda za sztukę Ony i wyróżnienie za sztukę Brak sensu, Aniołek, Żyrafa i stołek w 24. Konkursie na Sztukę Teatralną dla Dzieci i Młodzieży (Poznań)
- 2014: I nagroda za sztukę A niech to Gęś kopnie oraz III nagroda za sztukę Urodziny w Nigdylandii w 25. Konkursie na Sztukę Teatralną dla Dzieci i Młodzieży (Poznań)
- 2015: nagroda ze tekst Ony i wyróżnienie za A niech to Gęś kopnie![10] w Konkursie na Wystawienie Polskiej Sztuki Współczesnej (Warszawa)
- 2015: Nagroda Prezydenta Miasta Wałbrzycha podczas 2. Festiwalu małych Prapremier[11] za twórcze posłużenie się środkami teatru lalek przy realizacji własnego tekstu A niech to Gęś kopnie!
- 2016: III Nagroda za tekst Zakład karny – o stówę w Konkursie Dramaturgicznym Teatroteka Fest, ZAiKS i Wytwórnia Filmów Dokumentalnych i Fabularnych w Warszawie
- 2016: I nagroda za sztukę Marvin w ramach 27. Konkursu na Sztukę Teatralną dla Dzieci i Młodzieży w Centrum Sztuki Dziecka w Poznaniu
- 2016: wyróżnienie za tekst Przepowiednia Hieronima B., czyli Nadspodziewana szkodliwość kwasów omega trzy w Konkursie na Słuchowisko, ZAiKS i Program II Polskiego Radia (Warszawa)
- 2017: II nagroda za sztukę Karmelek oraz wyróżnienie za Kto się boi Pani Eś? w ramach 28. Konkursu na Sztukę Teatralną dla Dzieci i Młodzieży w Centrum Sztuki Dziecka w Poznaniu
- 2017: Nagroda Specjalna za reżyserię, tekst i główną rolę w spektaklu A niech to gęś kopnie! Teatru Animacji z Poznania w VII Festiwalu Teatralna Karuzela (Łódź)
- 2017: Nagroda za tekst Poczekalnia sześć-dwa-zero w konkursie Strefy Kontaktu, Teatr Współczesny we Wrocławiu
- 2017: II Nagroda za Dom przy ulicy snów w Konkursie na Treatment Filmu Animowanego, Polski Instytut Sztuki Filmowej i ZAiKS (Warszawa)
- 2017: wyróżnienie literackie[12] za A niech to gęś kopnie (wyd. Tashka) w konkursie Książka Roku 2017 Polskiej Sekcji IBBY
- 2018 Nagroda im. Ferdynanda Wspaniałego dla Najlepszej Książki Roku 2017[13] dla książki A niech to gęś kopnie (wyd. Tashka)
- 2018 wyróżnienie dla A niech to gęś kopnie (wyd. Tashka) w konkursie 25. Ogólnopolska Nagrody Literackiej im. Kornela Makuszyńskiego (Oświęcim)
- 2018: Nagroda Specjalna za tekst Marvin w Konkursie na Wystawienie Polskiej Sztuki Współczesnej
- 2018: Nagroda Stowarzyszenia Autorów ZAIKS za twórczość dla dzieci[14]
- 2019: nagroda za sztukę Wielkie mi coś w ramach 30. Konkursu na Sztukę Teatralną dla Dzieci i Młodzieży w Centrum Sztuki Dziecka w Poznaniu
- 2020: Nagroda za tekst dramatyczny za A niech to Gęś kopnie! w Konkursie Dramaturgicznym Teatroteka Fest (Grand Prix dla spektaklu A niech to Gęś kopnie! w reż. Joanny Zdrady)
- 2021: Nagroda Artystyczna Prezydenta Miasta Białegostoku[15]
- 2021: nagroda Specjalna na XXX Ogólnopolskim Festiwalu Teatrów Lalek w Opolu za wiarę, że klasyczny teatr lakowy ma siłę, i  poszukiwanie miejsca na rozwijanie jego języka w spektaklu Wielkie mi coś Opolskiego Teatru Lalki i Aktora[16]
- 2023: Srebrny Medal „Zasłużony Kulturze Gloria Artis”[9]